# Mood Ring (canção)
"Mood Ring" é uma canção da cantora e compositora neozelandesa Lorde, lançada em 18 de agosto de 2021 através da Universal Music Group da Nova Zelândia como terceiro single de seu terceiro álbum de estúdio, Solar Power. A faixa foi escrita e produzida por Lorde e Jack Antonoff.

## Antecedentes
O alinhamento de fixas do terceiro álbum de estúdio de Lorde, Solar Power, foi anunciado em 21 de junho de 2021, com "Mood Ring" como a décima primeira faixa do álbum. Em 16 de agosto de 2021, a página oficial de Lorde foi atualizada com uma tabela referente a mood rings. No mesmo dia, Lorde anunciou o lançamento de "Mood Ring" em 18 de agosto de 2021, através de seu website. Em um comunicado, Lorde disse sobre "Mood Ring":
Essa é uma canção com a qual estou muito animada, é tão divertida para mim. Obviamente quando eu fiz esse álbum eu mergulhei na cultura nos anos 60 de Flower Child. Eu queria entender a vida de comunidade, saindo da sociedade e recomeçando de novo. Isso realmente me tocou enquanto eu escrevia esse álbum. Uma coisa que me ocorreu como um grande paralelo entre aquele tempo e o nosso tempo é a nossa cultura de espiritualidade, pseudo-espiritualidade, bem-estar, pseudo-bem-estar. Coisas como comer uma dieta vegana macrobiótica ou queimar sálvia, ter cristais, ler cartas de tarô ou o seu horóscopo. Essas todas eram coisas que eles estavam fazendo naquela época, e que eu e minhas amigas fazemos hoje em dia. Eu pensei "eu acho que tem uma canção pop aqui." Então esse é meio que o meu olhar extremamente satírico a todas essas coisas.

## Alinhamento de faixas
Streaming
1. "Mood Ring" – 3:45
2. "Stoned at the Nail Salon" – 4:26
3. "Solar Power" – 3:12

## Créditos
Créditos adaptados do Tidal.
- Lorde – vocais, composição, produção
- Jack Antonoff – composição, produção, baixo, violão, guitarra elétrica, teclado, programação
- Matt Chamberlain – bateria, programação
- Phoebe Bridgers – vocais de fundo
- Clairo – vocais de fundo
- Lawrence Arabia – vocais de fundo
- Marlon Williams – vocais de fundo
- Mark "Spike" Stent – mistura
- Chris Gehringer – masterização
- Will Quinnell – masterização

## Desempenho nas tabelas musicais
| Tabela (2021)                                           | Melhor posição |
| ------------------------------------------------------- | -------------- |
| Nova Zelândia (RMNZ Hot Singles)                        | 7              |
| Estados Unidos (Billboard Hot Rock & Alternative Songs) | 47             |